# Función interoceptiva

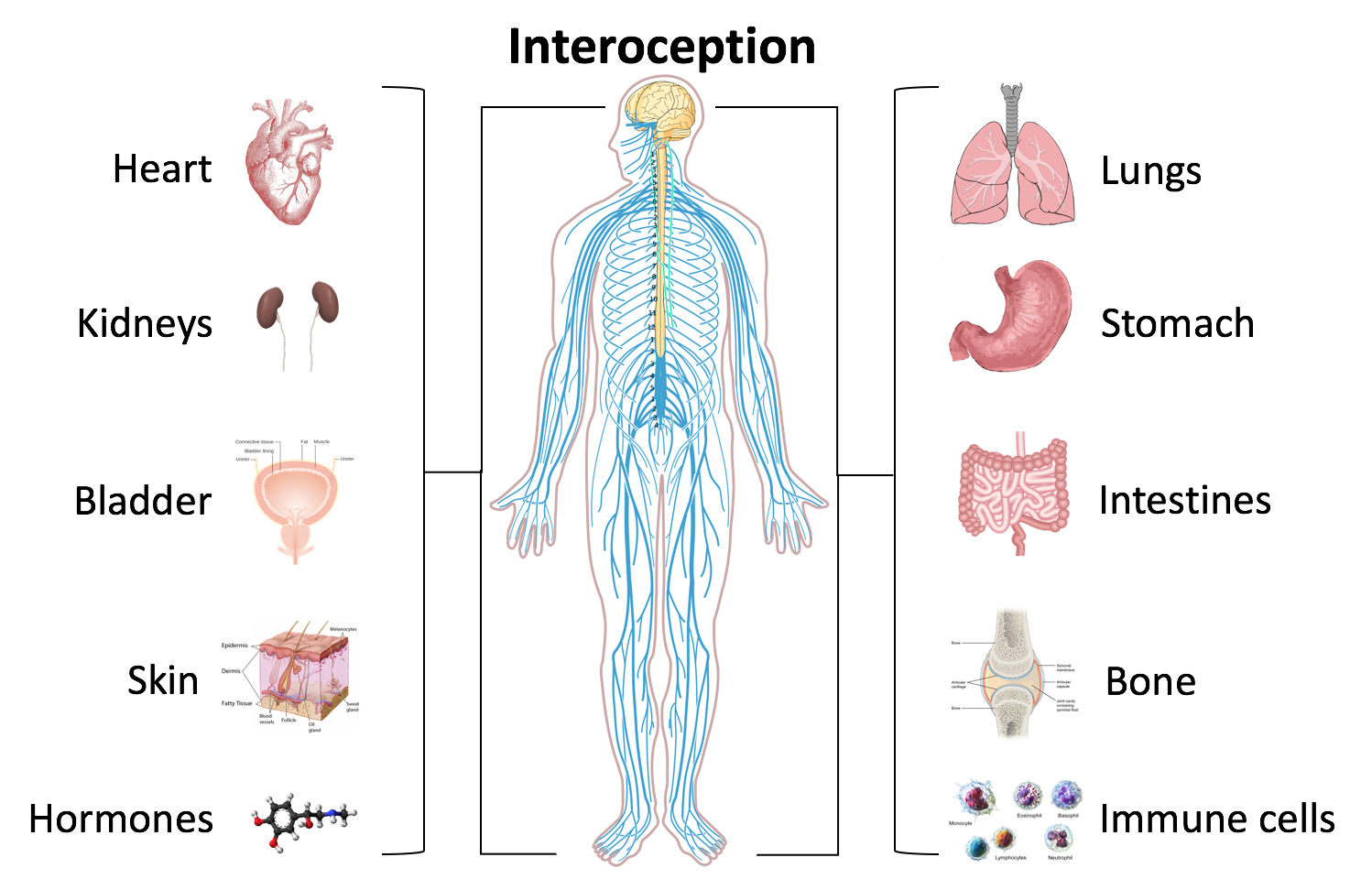
La imagen ilustra la interocepción dentro del cuerpo. La interocepción es un proceso que involucra el sistema nervioso, los órganos y sistemas de órganos inervados. Los órganos implicados en la interocepción se indican a la der. e izq. del cuerpo.

Las funciones interoceptivas hacen referencia a aquellos estímulos o sensaciones que provienen de los órganos internos del cuerpo humano, como las vísceras, y que nos dan información acerca de las mismas (por ejemplo, dolor de estómago).

## Interocepción como sentido
Este sentido es exclusivamente interno, es la percepción del estado de los órganos internos del cuerpo, que experimentamos en forma de sensaciones.
Por ejemplo: una pérdida del 0,5% del agua no corporal dispara la sensación de
"sed", que no es más que una percepción interna, una interocepción. Del mismo modo podemos percibir
hambre, excitación sexual, náuseas, etcétera.
Los instrumentos de este sentido son células que, como en el tacto de la piel, son variadas: las hay
especializadas en reconocer presión, temperatura, oxigenación, hinchazón, estrechamiento, acidez y
propiedades químicas.
Estos sensores, como alarmas de incendio, están normalmente dormidos y sólo se disparan cuando hay un
estímulo importante, como la inflamación de un órgano. La alarma puede llegarnos a la conciencia de maneras
muy diferentes o afectar a la conducta de manera inconsciente, que se manifestarán en cada individuo de modos distintos (por ejemplo, hay personas que muestran una mayor irritabilidad cuando tienen hambre, otras en cambio sienten sueño).
Algunos experimentos han demostrado la importancia de estos receptores. La sensación de hambre, por
ejemplo, puede simularse estimulando con descargas eléctricas los lugares correctos; los interoceptores se
disparan y le dicen a la mente que hay hambre. En cambio, un globo inflándose dentro del estómago no
produce sensación consciente alguna.
Quien recibe todas las señales de estos receptores y las integra es el hipotálamo; allí se "fabrican" las
sensaciones "sed", "hambre", etc. 
En cualquier caso, se trata de un sentido complejo y difícil de estudiar, pero se
cree que estaría monitoreando todas las vísceras.
En el corazón, por ejemplo, los
interoceptores correspondientes duermen la mayor parte del tiempo. Pero cuando los despierta un estímulo
extraño (que puede ser mecánico, químico o eléctrico), los latidos llegan a nuestra consciencia. Llamamos a
eso "taquicardia". La mayoría de las veces no hay diferencias reales con el latir normal del corazón, pero dado
que nunca sentimos los latidos, la nueva sensación puede resultarnos alarmante.